# Central térmica de Lada
La Central térmica de Lada era una instalación termoeléctrica de ciclo convencional situada junto a la autovía AS-117 y el río Nalón, entre los distritos de Lada y La Felguera en el concejo de Langreo (España). Constaba de dos grupos térmicos de 350 y 175 MW, que utilizaban el carbón como combustible, y era propiedad de la empresa Iberdrola.

## Historia

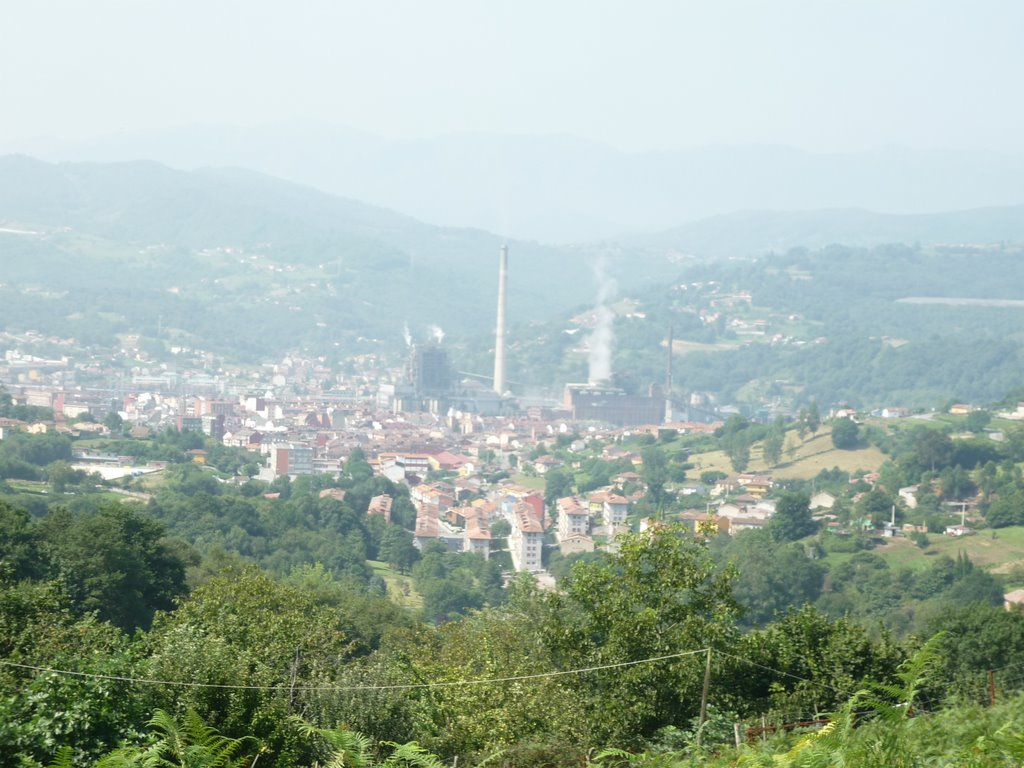
La Felguera, con la central térmica al fondo

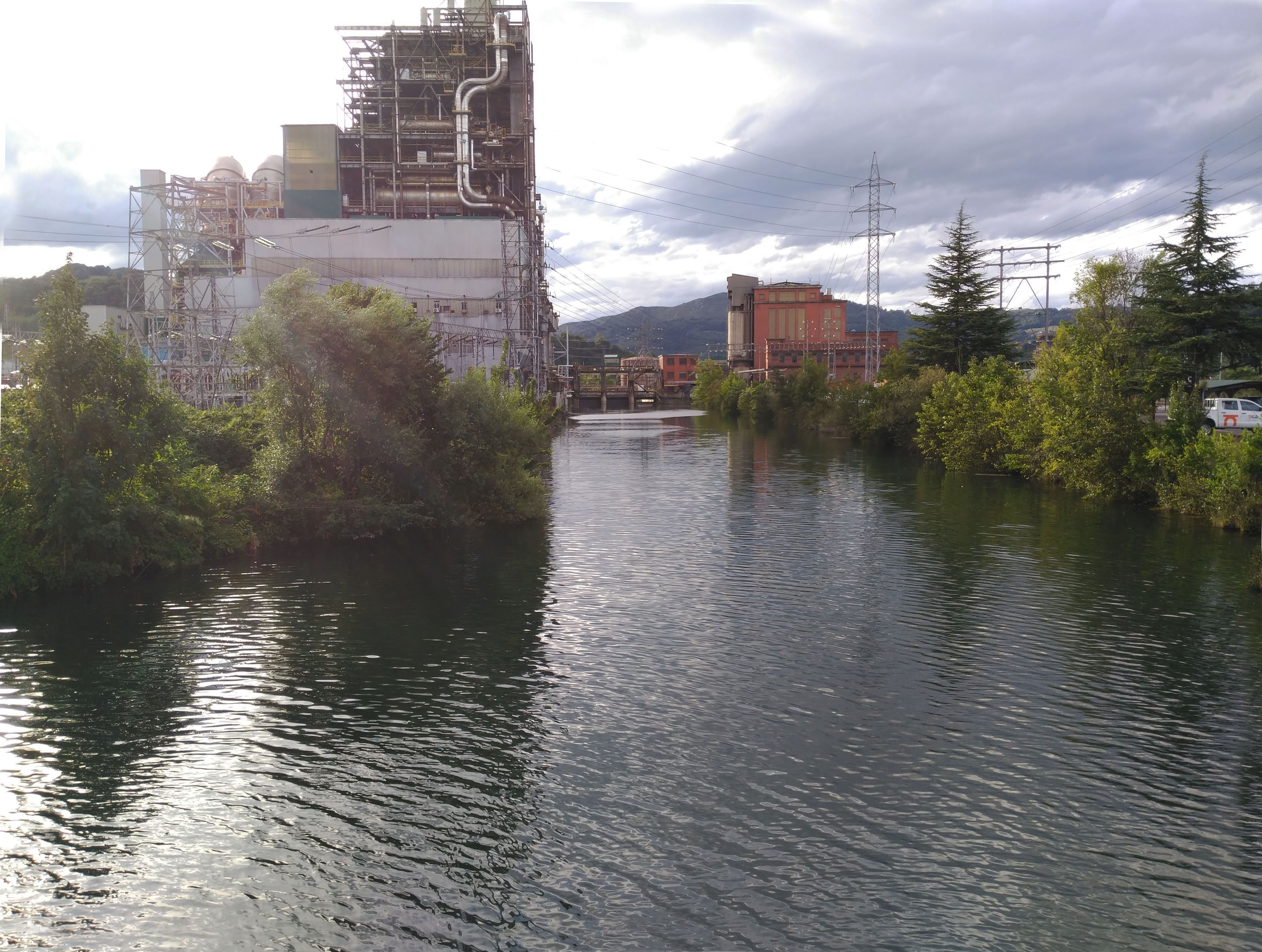
Compuertas y canal del Club de Piragüísmo de Langreo

El proyecto de construcción de la central térmica en Langreo surgió en los años 1940, durante la autarquía franquista, con el fin de aprovechar la importante producción carbonífera de hulla de la cuenca minera asturiana. La Compañía Eléctrica de Langreo, fundada en 1923, asumió la construcción y explotación de la planta. Así fue construido un grupo de 25 MW a cuya inauguración acudió el general Francisco Franco en 1949. Dos años después se inauguró el Grupo II, también de 25 MW, que completaba una potencia total de 50 MW, con una producción anual de 300 000 MW/h, el 40% de la cual era enviado por red eléctrica para su consumo en Madrid.
La necesidad de modernizar las instalaciones y sustituir la vieja central fue tomando cuerpo en los años 1960. De este modo se construyó el Grupo III, de 150 MW, conectado a la red en julio de 1967. En 1979, y pese a estar ya sólo en funcionamiento los grupos II y III, la central alcanzó sus máximos índices de contaminación, por lo cual en noviembre Langreo fue considerado el municipio más contaminado de España, lo que repercutió en que la empresa fuera sancionada.
A finales de los años 1970 se planteó la posibilidad de su ampliación a un nuevo grupo, que fue finalizado en diciembre de 1981 y que supuso el retiro definitivo de los dos grupos primitivos. Este Grupo IV (o Lada IV), de 355 MW de potencia, sería alimentado en un principio con carbón de la cuenca asturiana suministrado por Hunosa. En 1981 Hidroeléctrica Española (después Iberdrola) adquirió la Eléctrica de Langreo, haciéndose cargo de la térmica langreana y una parte de la de Soto de Ribera.
La utilización de carbón autóctono fue descendiendo paulatinamente y desde los años 2000 la térmica consume principalmente carbón de importación.
En 2007, Red Eléctrica Española planteó un proyecto para construir una línea de alta tensión para conectar la central de Lada y la central térmica de Velilla en Velilla del Río Carrión (Palencia) atravesando la Cordillera Cantábrica. Dicho proyecto contó con una importante oposición de movimientos ciudadanos, políticos y ecologistas que efectuaron múltiples denuncias que lo mantienen paralizado. Esto repercute además en la paralización del desmantelamiento de la subestación eléctrica de Lada y líneas de alta tensión del paseo flucial del río Nalón.
Iberdrola, para ajustarse a la legislación sobre emisiones a la atmósfera, decidió la instalación de una planta de desulfuración en el Grupo IV, que fue construida por Duro Felguera entre 2007 y 2009, con un coste de 60 millones €. Asimismo, la empresa procedió al cierre del Grupo I en 2016. Iberdrola planteó también el proyecto de construcción de un grupo de ciclo combinado en la central, aunque desestimó esta posibilidad en 2011 debido a la dificultad de transportar la energía generada al retrasarse la línea Sama-Velilla.
La chimenea del Grupo IV, con 175 metros de altura, es la tercera estructura más alta de Asturias y la 34.º de España.

## Cierre
En 2007 Iberdrola anuncio el cierre del grupo III y la potenciación del grupo IV.
En noviembre de 2017 Iberdrola, dentro de su política de reducción de emisiones de CO2, solicitó al Ministerio de Industria y Energía el permiso para llevar a cabo el cierre de la central de Lada y la de Velilla, en Palencia, en un principio para 2018, aplazado a 2021. Se encontraba inactiva, pendiente de autorización de cierre, desde febrero de 2020. El 31 de julio de 2020 se autorizó su cierre definitivo, con un plazo de 4 años para desmantelarla, publicado en el BOE de 13 de agosto.

## Patrimonio industrial

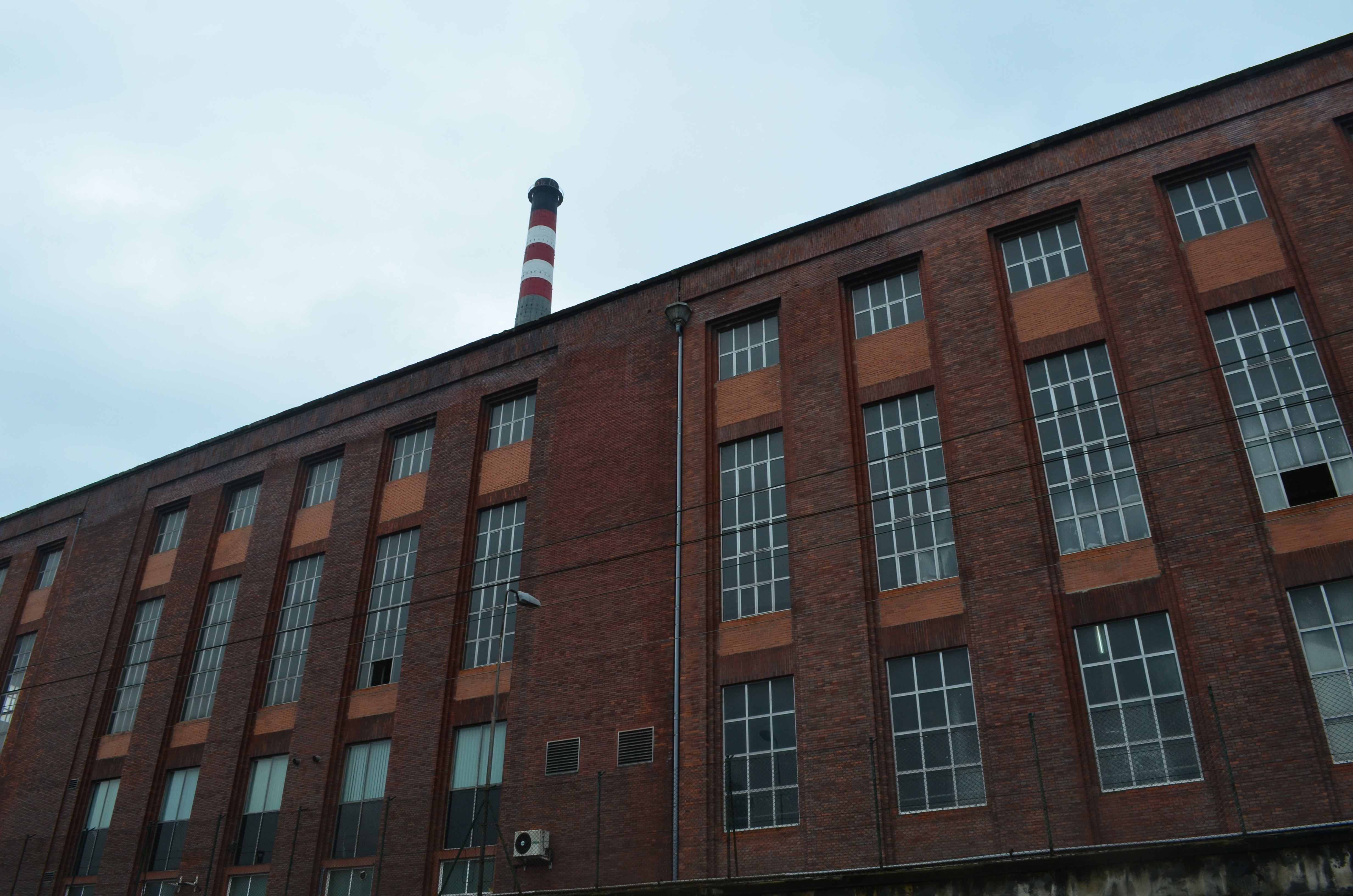
Edificio histórico de la central (1946)

Desde el punto de vista del patrimonio industrial, el edificio más destacable es la sala de turbinas y oficinas que se construyó al comienzo de la andadura de la central. Es un edificio dividido en diferentes módulos para adaptarlo a diferentes usos: sala de maquinaria, oficinas, dependencias para trabajadores y botiquín. Todo el edificio se recubre con ladrillo visto de color rojizo, inspiración en la arquitectura industrial además de estar presente en otros edificios, fábrica y minas de la zona. El cuerpo o módulo principal destaca sobre el resto con calles de largos vanos adintelados que dejan pasar la luz, destacando la simetría y el racionalismo. Recuerdan a edificios industriales de similares características, pensados para espacios amplios y diáfanos. Otra de las infraestructuras originales de la fábrica es la torre de refrigeración de hormigón armado, de forma cilíndrica y uno de los escasos ejemplos de este tipo de arquitectura que quedan en Asturias.